# Orchiplatanthera
Orchiplatanthera là một chi thực vật có hoa trong họ Lan.